# Pont romain de Vaison-la-Romaine
Pour les articles homonymes, voir Pont romain (homonymie) et Pont sur l'Ouvèze.
Le pont romain de Vaison-la-Romaine est un pont routier sur l'Ouvèze, situé à Vaison-la-Romaine, dans le département français de Vaucluse en région Provence-Alpes-Côte d'Azur. Ce pont, vieux de 2 000 ans, nous est parvenu intact.

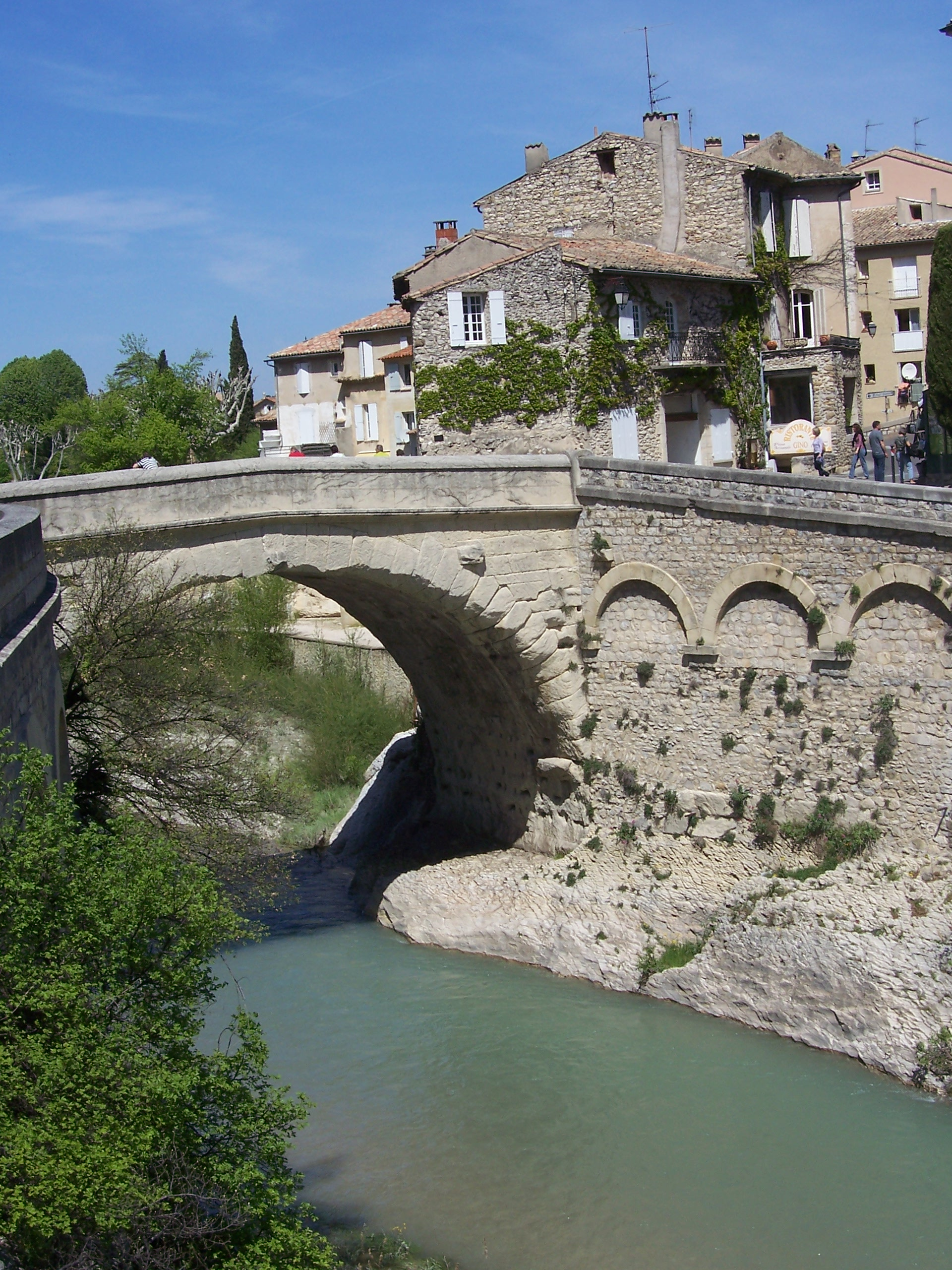
Pont romain vue du côté de la cité médiévale.

## Situation
Le pont est construit au niveau d'un rétrécissement de l’Ouvèze, d'environ 9,50 mètres de large. Il est ancré dans la roche de la colline de Sus-Auze, d'une part, et s'appuie sur le rocher du château, d'autre part. Il permet donc de relier le centre-ville de Vaison-la-Romaine, et les anciens quartiers antiques, en rive droite de l'Ouvèze, à la Haute-Ville moyenâgeuse, en rive gauche de l'Ouvèze.

## Historique
Construit au Ier siècle apr. J.-C., il domine pendant l'Antiquité des installations de digues sur pilotis, disparues depuis. Le pont est classé au titre des Monuments historiques par la liste de 1840.
Plusieurs crues sont connues : le 15 août 1616, une crue emporte les parapets sans que l'on sache si ce sont ceux d'origine. 
À la fin de la Seconde Guerre mondiale, un dynamitage allemand lui causa quelques dommages et demanda la remise en état de la voûte et le remplacement de quelques claveaux en 1953.
Le 22 septembre 1992, ce pont résiste à la crue de l'Ouvèze qui a dévasté la région et a causé la mort de 37 personnes. Seul son parapet a été endommagé

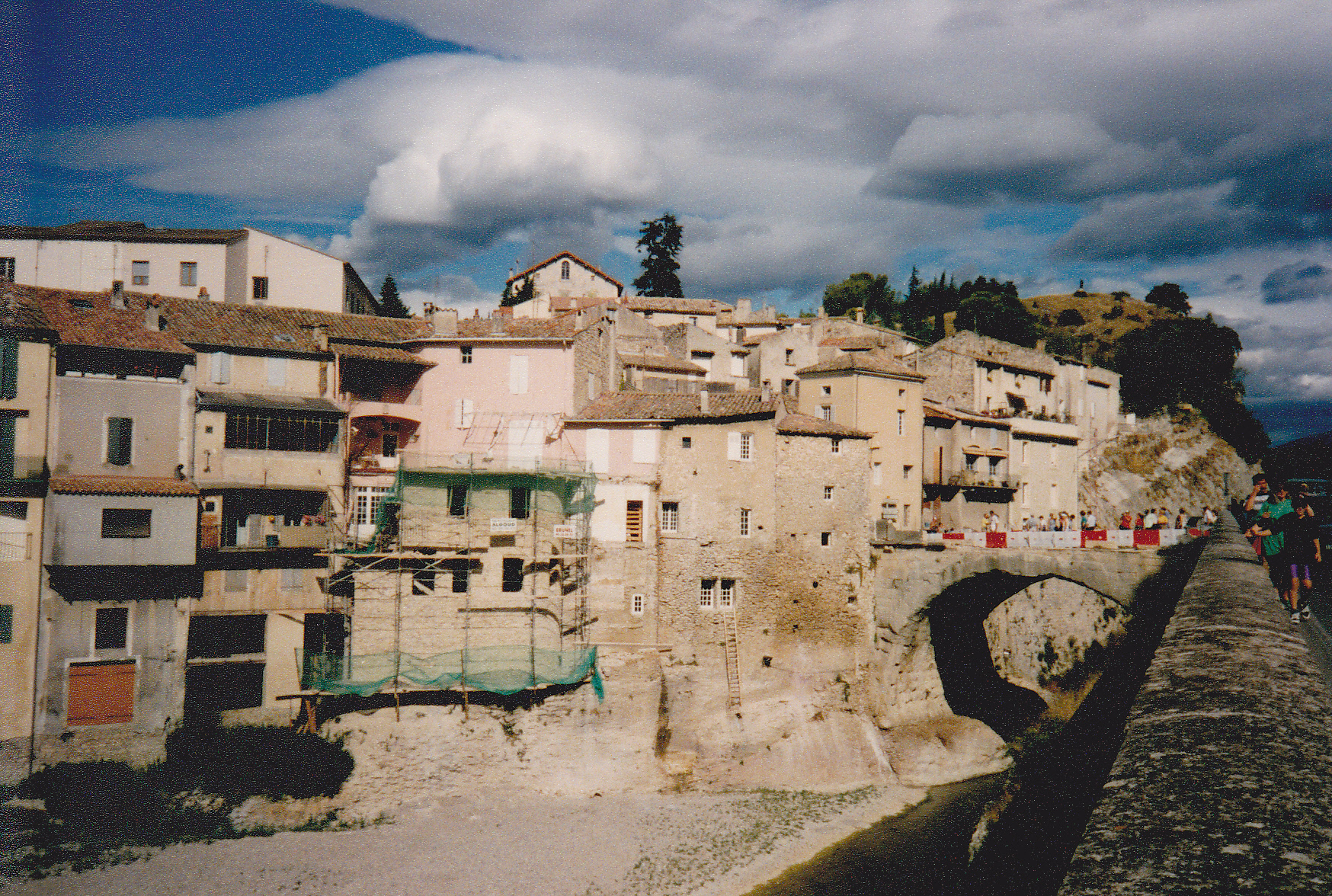
Le pont en 1993, après la destruction du parapet de 1992

## Caractéristiques du pont
Long de près de 15 mètres, il est large de d'un peu plus de 9 mètres. Il culmine à 12,55 mètres au dessus de la rivière, parapets compris. Il est composé d'une arche unique. La partie supérieure de l'arche est composée de cinq arcs en plein cintres, parallèles, formant la largeur du pont, reliée uniquement au niveau des clés de voutes. Chaque arc est composé de onze claveaux. La portée de l'arc unique est de 17,20 mètres.